# Сабитова, Елена Викторовна
Еле́на Ви́кторовна Саби́това (7 января 1980, Новопавловск, Ставропольский край — 18 февраля 2008, Ростов-на-Дону) — российский боксёр, чемпионка мира и Европы. Заслуженный мастер спорта.

## Биография
В финале чемпионата мира 2001 года победила венгерку Марию Норозеник. На чемпионате 2005 года стала обладательницей бронзовой медали.
С 2001 по 2005 год на чемпионатах Европы выиграла две золотые, серебряную и бронзовую медали.
Семикратная чемпионка России по боксу и пятикратная чемпионка по кикбоксингу.
После завершения спортивной карьеры работала учителем физкультуры, занималась тренерской деятельностью, служила в отдельной роте патрульно-постовой службы Кировского РУВД Новопавловска, кинологом конвойного подразделения Новочеркасского УВД. В 2004 году была награждена знаком «Отличник милиции».
Скончалась 18 февраля 2008 года в результате приступа острого панкреатита.
Была замужем за семикратным чемпионом мира по кикбоксингу Анатолием Носыревым. Похоронена на городском кладбище Новопавловска.